# Monument aux Morts de Court-Saint-Étienne
Le Monument aux Morts de Court-Saint-Étienne est un monument de style éclectique situé sur la place Communale de Court-Saint-Étienne, commune de la province belge du Brabant wallon.

## Historique
Le monument a été réalisé en 1920 par le sculpteur Pierre-Jean Braecke (ami et collaborateur de Victor Horta), comme l'atteste la signature de Braecke apposée au pied de la statue.
Il a été inauguré le 15 août 1920 pour honorer la mémoire des victimes de la Première Guerre mondiale.
Les noms de trois militaires tués lors de la Seconde Guerre mondiale ont été ajoutés ultérieurement.
Le monument a fait l'objet d'une restauration en 2010.

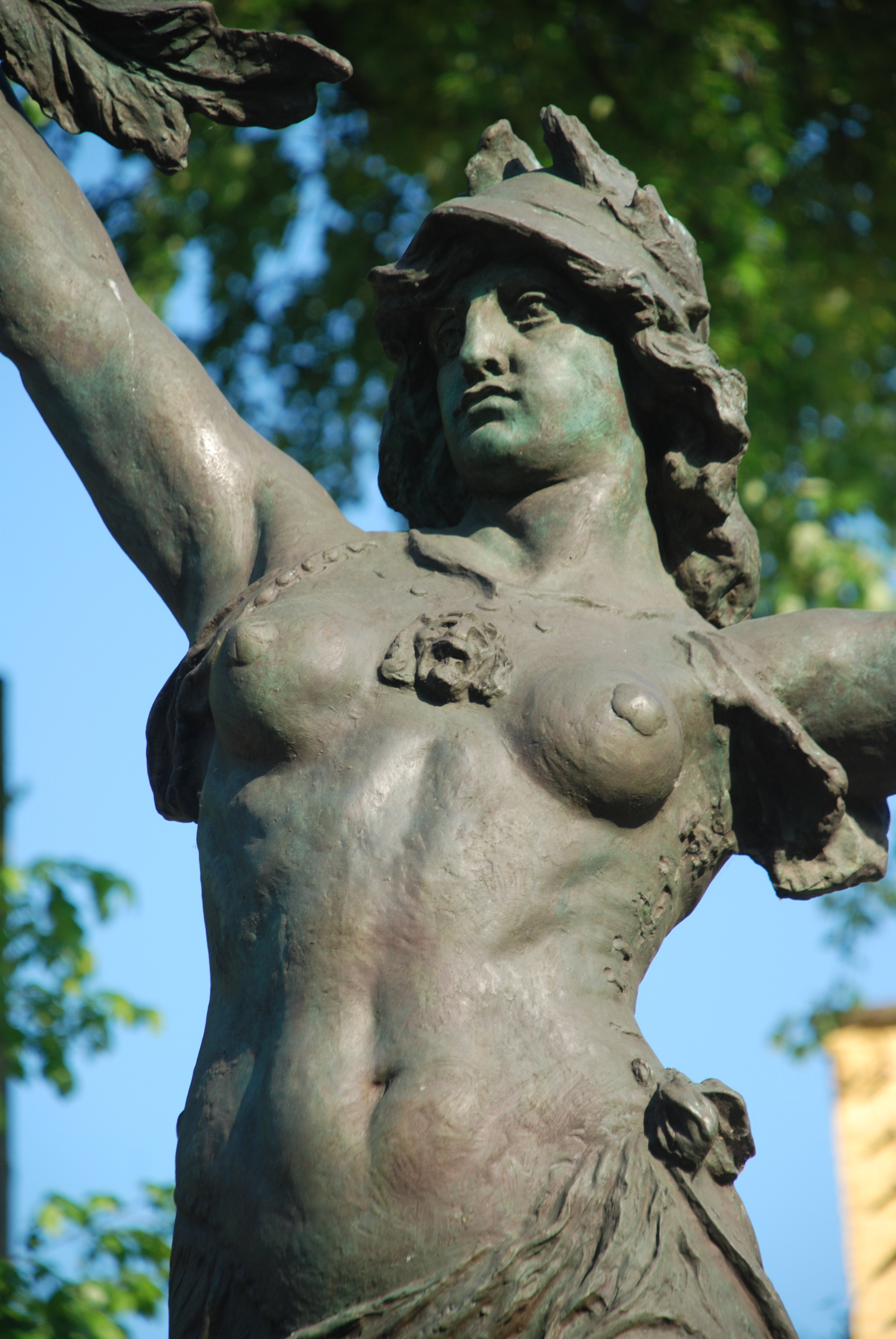
La Victoire portant l'égide, une cuirasse ornée d'une peau de chèvre et d'un pendentif figurant un bouclier orné de la tête de Méduse (ou masque de Gorgone).

## Description

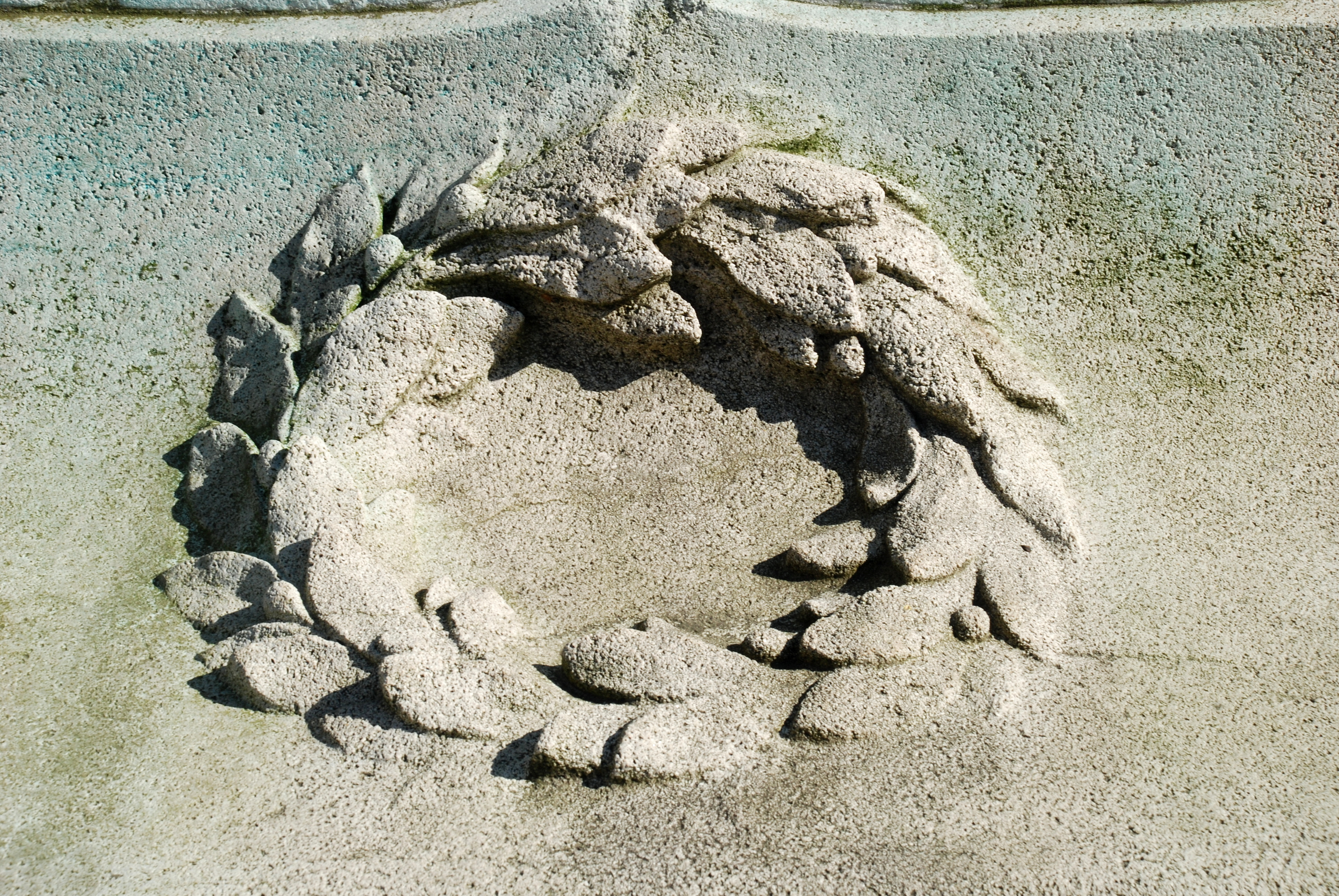
Couronne de laurier gravée sur le socle.

Le monument est une stèle commémorative en pierre d'Euville et en bronze d'environ 4m de haut.
Il est constitué d'un socle en pierre orné de couronnes de laurier et de feuilles de chêne, surmonté d'une statue en bronze figurant la Victoire.
Cette dernière, coiffée d'un casque, brandit une palme de la main droite et un glaive de la main gauche.
Elle porte l'égide, une cuirasse ornée de la peau de la chèvre Amalthée et d'un pendentif figurant un bouclier orné du Gorgonéion (représentation de la tête d'une Gorgone, généralement Méduse).
Le monument se dresse à une cinquantaine de mètres du monument au comte Albert Goblet d'Alviella, érigé lui aussi sur la place Communale.

## Inscriptions

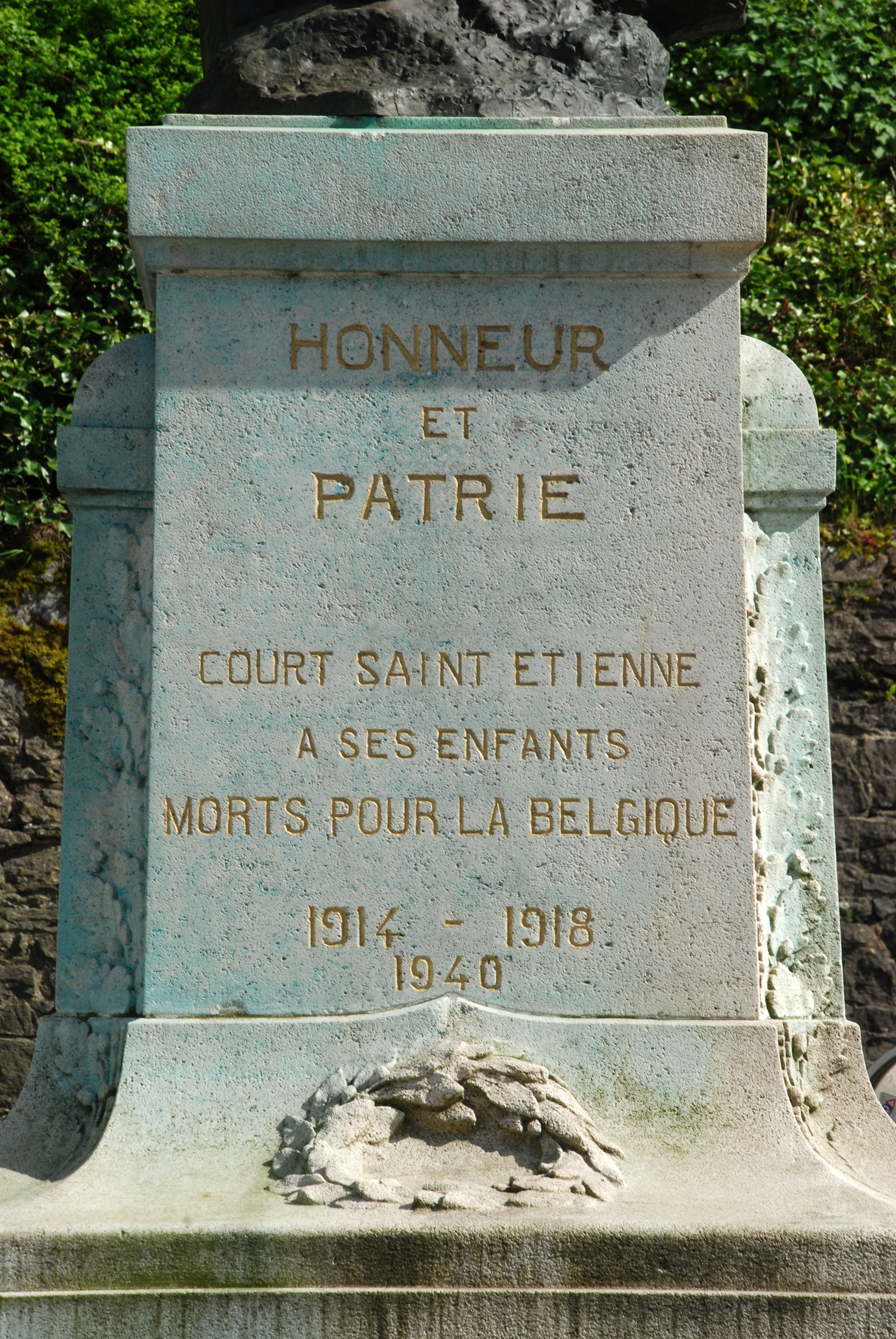
Honneur et Patrie.

Sur le socle est gravé en lettres d'or un hommage aux victimes stéphanoises de la Première Guerre mondiale (auquel a été ajouté ultérieurement la mention 1940 afin d'honorer également les victimes de la Seconde Guerre mondiale) :

« Honneur et Patrie

Court Saint Etienne

A ses Enfants

Morts pour la Belgique

1914 - 1918

1940 »

Les côtés affichent la liste des noms des victimes et la face arrière celle des déportés.
La statue en bronze porte, à gauche, la signature de Pierre Braecke et le millésime 1920 et, au bas de la face arrière, la mention « Fonderie Nationale des Bronzes / J. Petermann / St Gilles Bruxelles » (mention que l'on retrouve sur le monument à Émile Henricot qui se dresse à quelques centaines de mètres de là, sur la place des Déportés).